# 施內爾米希巴赫河

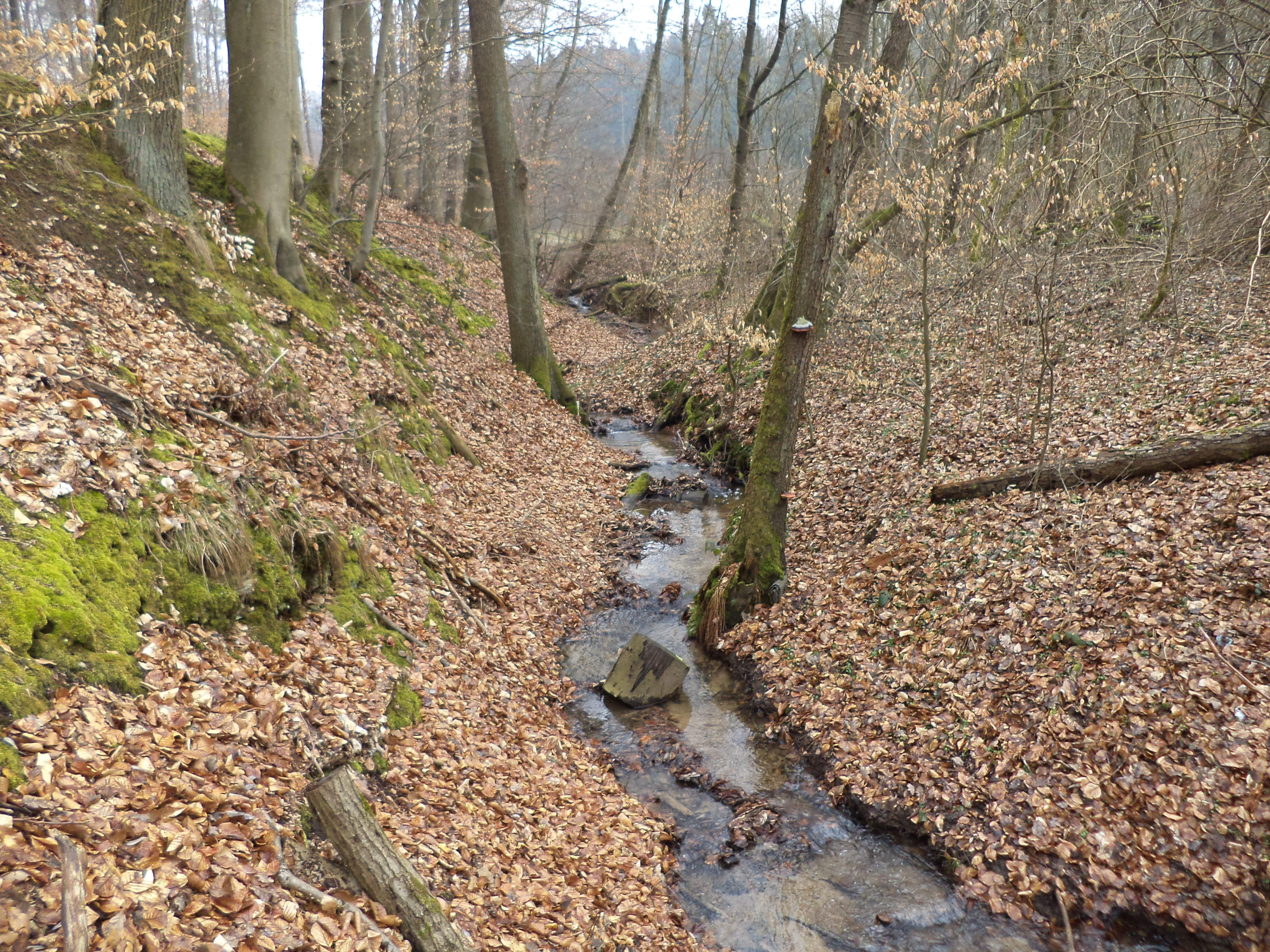

50°8′19.03″N 9°9′13.13″E / 50.1386194°N 9.1536472°E
施內爾米希巴赫河（德語：Schnellmichbach），是德國的河流，位於該國中部，由黑森州負責管轄，屬於比爾基希斯巴赫河的左支流，河道全長2.6公里，流域面積2.1平方公里。